# Alyaksandr Skshynetski
Alyaksandr Skshynetski (tiếng Belarus: Аляксандр Скшынецкі; tiếng Nga: Александр Скшинецкий; sinh 28 tháng 2 năm 1990) là một cầu thủ bóng đá Belarus. Tính đến năm 2017, anh thi đấu cho Krumkachy Minsk.

## Danh hiệu
MTZ-RIPO Minsk
- Vô địch Cúp bóng đá Belarus: 2007–08